# Union Sportive Luxemburg
La Union Sportive Luxemburg, normalment coneguda com a Union Luxemburg, fou un club de futbol luxemburguès de la ciutat de Luxemburg.

## Història
La Union Luxemburg va ser formada el 1925 com a resultat de la fusió dels clubs US Hollerich Bonnevoie i Jeunesse Sportive Verlorenkost.
L'US Hollerich Bonnevoie, fundat el 1908, havia estat un club punter al país, havent guanyat 5 títols de lliga consecutius, però cap al 1925 el club estava ja en hores baixes. Entre l'any de fundació i la Segona Guerra Mundial el club només guanyà un trofeu, la lliga del 1927.
Entre 1940 i 1944, amb l'ocupació alemanya del país el nou del club passà a ser Verein für Rasenspiele 08 Luxemburg. Acabada la guerra, es retornà al nom original. La segona dècada de segle fou molt bona per al club. En total assolí un brillant palmarès de 6 lligues i 10 copes luxemburgueses.
L'equip desaparegué el 2005. Es fusionà amb el CA Spora Luxemburg i el CS Alliance 01 per formar el Racing FC Union Luxemburg.

## Palmarès
- Lliga luxemburguesa de futbol:[2]

Campions (6): 1926-27, 1961-62, 1970-71, 1989-90, 1990-91, 1991-92
Finalistes (9): 1921-22, 1947-48, 1962-63, 1963-64, 1964-65, 1965-66, 1972-73, 1992-93, 1997-98
- Copa luxemburguesa de futbol:[3]

Campions (10): 1946-47, 1958-59, 1962-63, 1963-64, 1968-69, 1969-70, 1985-86, 1988-89, 1990-91, 1995-96
Finalistes (10): 1922-23, 1925-26, 1932-33, 1936-37, 1960-61, 1961-62, 1966-67, 1977-78, 1982-83, 1996-97

### US Hollerich Bonnevoie
- Lliga luxemburguesa de futbol:

Campions (5): 1912, 1914, 1915, 1916, 1917